# Doboșeni, Covasna
Doboșeni (în maghiară Székelyszáldobos) este un sat în comuna Brăduț din județul Covasna, Transilvania, România. Se află în partea de nord-vest a județului, în Depresiunea Baraolt.

## Așezare
Localitatea Doboșeni este situată în curbura Carpaților Orientali, în nord-vestul județului Covasna, în Depresiunea Baraolt, la confluența râului Valal cu râul Cormoș în apropierea Drumului Județean 131, Vârghiș - Tălișoara.

## Scurt istoric
Prima atestare documentară datează din anul 1566 d.Hr., dar săpăturile arheologice dovedesc prezența așezării umane aici încă mult mai devreme, astfel în locul numit "Coada Dealului" s-a descoperit o așezare de tip Ariușd-Cucuteni și morminte ariușdiene. În anul 1956, pe partea stângă a drumului comunal, cu prilejul unor săpături arheologice, s-au descoperit două cuptoare de redus minereul de fier, de formă circulară. Lângă cuptoare s-au găsit fragmente de ceramică lucrate cu mâna, printre care și o fructieră, materialul descoperit fiind încadrat în sec. III-II î.Hr. Lângă pârâul Valal, la marginea dealului "Garatfarka", s-a descoperit o urnă de lut bitronconică dacică din sec. III-II și fragmente de ceramică dacică La Téne. Pe teritoriul satului s-au mai găsit un topor neolitic de piatră și fragmente de ceramică din perioada de trecere spre epoca bronzului și din epoca bronzului. În hotarul satului se află o capelă în stil romanic din sec. XII-XIII d.Hr.

## Economie
Economia acestei localități este bazată în special pe agricultură (cultivarea terenurilor agricole cu cereale și cartofi) și creșterea animalelor, dar și pe activități de exploatare și prelucrare primară a masei lemnoase.

## Atracții turistice
- Biserica Reformată, construită în anul 1826
- Clădirea "Jancsó", construită în stil gotic în anul 1836
- Monumentul Eroilor de la 1848